# تافراوتن
تافراوتن هي جماعة قروية في إقليم تارودانت بجهة سوس ماسة جنوب المغرب. وهي تضم 7999 نسمة، حسب الإحصاء العام للسكان والسكنى لسنة 2014.
يقع مركز الجماعة سوق سبت تافراوتن على الطريق الإقليمية 1727 ويبعد عن تارودانت بـ 30 كلم، وعن أكادير بـ 110 كلم.

## دواوير تفراوتن
- دوار وارواض
- دوار بوسكين
- دوار يوسران
- دوار أصاود
- دوار أكنزان
- سوق سبت تافراوتن (مركز الجماعة)
- دوار تدارت
- دوار تمضغوست
- دوار تكاديرت
- دوار تيكليان
- دوار تمندارت
- دوار تورماط
- دوار تيزي
- دوار أوزليظا
- دوار تامسولت
- دوار تامسكا
- دوار تالاتا
- دوار إكنتار
- دوار أنبدور
- دوار تيحلات
- دوار تسكينت
- دوار أوفور
- دوار تزايط
- دوار أسيف أكادير
- دوار تمريست
- دوار إسلان

## السكان
تُعرف المنطقة محلياً باسم قبيلة إركيتن، ويشتغل غالبية السكان في الفلاحة وتربية الماشية. أما لهجة الحوار بين السكان، والسائدة في المنطقة فهي لهجة تشلحيت.

## التعليم
قائمة المؤسسات التعليمية في جماعة تافراوتن:
- مجموعة مدارس الأطلس الكبير (المركزية: تافراوتن / الوحدات: يوسران - بوسكين - أكنزان - وارواض )
- مجموعة مدارس ابن زيدون (المركزية: تمضغوست / الوحدات: تكاديرت - تيكليان)
- مجموعة مدارس تامرووت (المركزية: أوفور/ الوحدات: تزايت - أشكضن - إسلان)
- مجموعة مدارس تامسولت (المركزية: تامسولت / الوحدات: تورماط- اوزليظا - تلاتا)
- المدرسة العتيقة لتامسولت
- دار الفقيهة تامسولت للتعليم العتيق

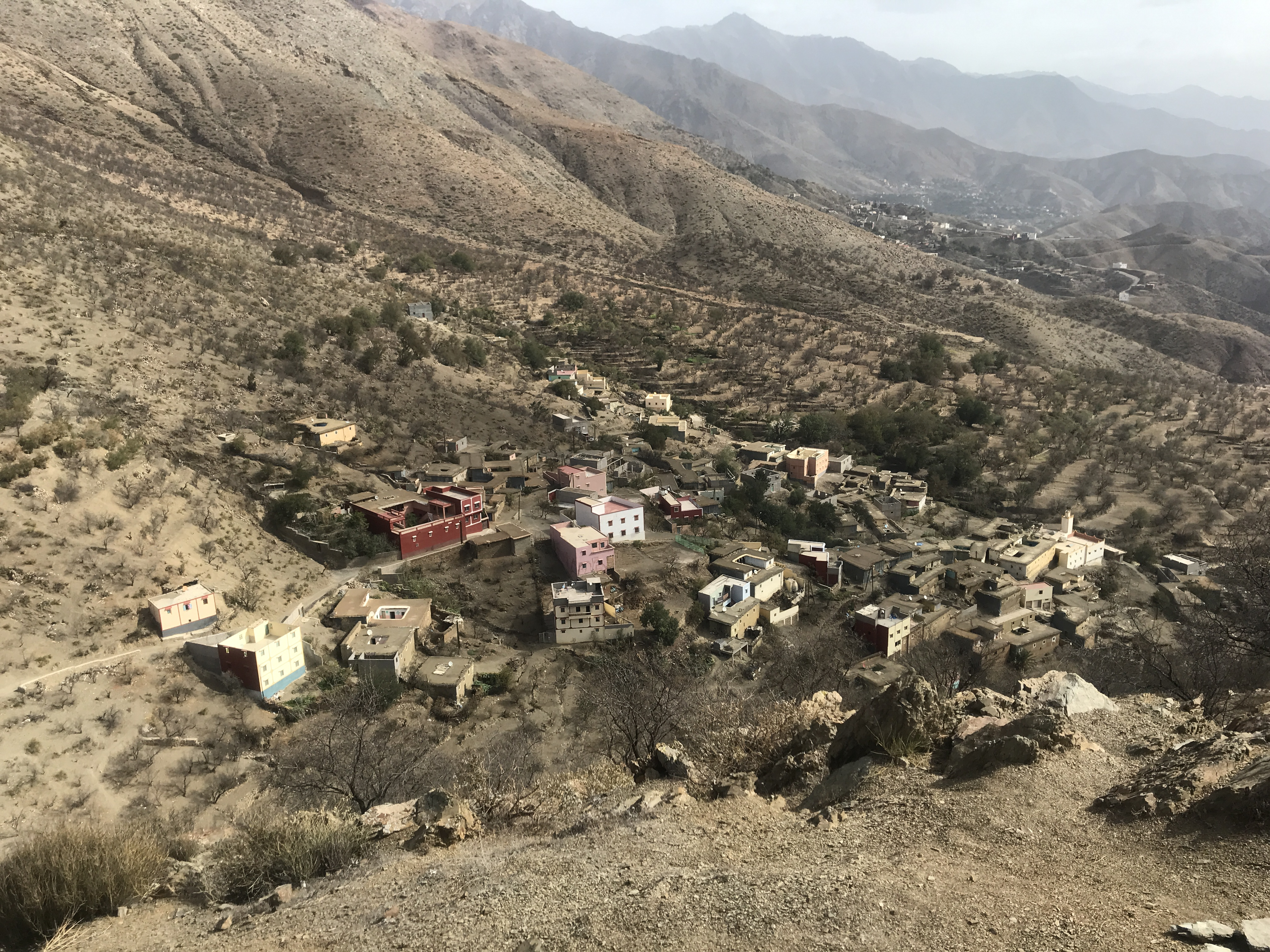
دوار تامسولت بجماعة تافراوتن

- إعدادية تافراوتن

## الصحة
قائمة المؤسسات الصحية في تافراوتن:
- المركز الصحي القروي سبت تافراوتن بمركز الجماعة
- المركز الصحي تامسولت (في طور البناء)

## النقل والطرق
تربط الطريق الإقليمية رقم 1727 بين تارودانت وإيمولاس مُروراً بمركز جماعة سبت تافراوتن، غير أنه رغم كونها طريق معبدة، لكنها طريق متهالكة في نفس الوقت، بسبب غياب الإصلاحات الضرورية. وإنطلاقاً من مركز الجماعة سوق سبت تافراوتن يمكن الوصول إلى المدرسة العتيقة لتامسولت عبر طريق معبد، يمر بكل من دواوير تمضغوست، تيكليان، تورماط، وأوزليظا.
سيارات الأجرة الكبيرة التي تربط بين تارودانت وإيمولاس، والتي تنطلق من باب الخميس في تارودانت، فهي تمر فقط بمركز جماعة تافراوتن، وبعض الدواوير التابعة للجماعة كدوار وارواض ودوار بوسكين ودوار يوسران. أما وسائل النقل الرئيسية للوصول إلى دواوير تافراوتن، فتبقى هي شاحنات الديهاتسو.